# James Richard Cross
Pour les articles homonymes, voir Cross.
James Richard Cross, né à Nenagh en Irlande le 29 septembre 1921 et mort le 6 janvier 2021 à Seaford au Royaume-Uni, est un diplomate britannique. 
Au Québec, lors de la crise d'Octobre 1970, il est pris en otage par le Front de libération du Québec (FLQ), presque en même temps que le vice-premier ministre du Québec Pierre Laporte. Cross est finalement libéré par le FLQ, alors que Laporte meurt en captivité. James Richard Cross est le premier homme politique enlevé en Amérique du Nord.

## Biographie
James Richard Cross naît en Irlande en 1921. Il reçoit un diplôme en économie et en science politique du Trinity College en 1944. En privé, on le surnomme « Jasper ». Il s'enrôle dans l'armée britannique pendant la Seconde Guerre mondiale. En 1944, il participe à la libération de la France en tant que membre des Royal Engineers. En 1945, il se marie. L'armée déploie ensuite Cross en Israël. Il est présent lors de l'attentat de l'hôtel King David perpétré par l'Irgoun, un groupe terroriste sioniste. En 1947, il commence une carrière de diplomate en devenant attaché commercial du Royaume-Uni en Nouvelle-Zélande. Ensuite, il est attaché commercial dans différentes villes canadiennes, ainsi qu'à Kuala Lumpur en Malaisie.
Le 5 octobre 1970, il est enlevé à Montréal par les membres de la cellule Libération du FLQ. À la suite de sa libération, il va vivre en Angleterre, où il poursuit une carrière de haut fonctionnaire au sein du gouvernement britannique. En raison de l'enlèvement, il doit alors composer avec le trouble de stress post-traumatique. Au début des années 2000, pour le documentaire L'Otage sorti en 2004, il accompagne le cinéaste Carl Leblanc au Archives nationales du Royaume-Uni pour lire le dossier lui étant consacré et gardé secret pendant 30 ans. James Richard Cross meurt le 6 janvier 2021 à l’âge de 99 ans de la Covid-19, à Seaford dans le comté du Sussex de l'Est au Royaume-Uni.

## Otage du FLQ
Le 5 octobre 1970 au matin, Jacques Lanctôt, Marc Carbonneau, Yves Langlois et Nigel Hamer, membres de la cellule Libération du FLQ, se présentent au domicile de James Richard Cross, au 1297, rue Redpath-Crescent à Montréal, à bord d'une voiture de taxi volée. Armés d'une carabine M1, d'une 22 Beretta et d'un pistolet Luger, ils y retrouvent Louise Lanctôt qui fait le guet et leur donne le signal pour procéder à l'enlèvement. Lanctôt sonne alors à la porte alors que Langlois et Hamer se cachent sur le côté de la maison. Une domestique ouvre la porte, Lanctôt lui présente un colis puis pointe son arme en sa direction. Pendant que Langlois monte la garde au rez-de-chaussée, Lanctôt et Hamer montent au premier étage et trouvent Cross dans la salle de bains. Sa femme est toujours au lit.
Les fils de téléphone sont arrachés, et Cross est menotté et emmené dans le taxi, où on le couche à l'arrière sous une couverture. Il est conduit jusqu'au quartier Côte-des-Neiges dans un garage loué sur la rue Édouard-Montpetit. Les ravisseurs y retrouvent Jacques Cossette-Trudel, au volant d'une Chrysler grise 1962 achetée quelques jours plus tôt. On transfère l'otage dans la Chrysler. Cossette-Trudel, Langlois et Hamer repartent alors avec Cross jusqu'au 10 945, rue des Récollets, où Louise Lanctôt et une autre membre de la cellule Libération les y attendent. 
En échange de sa libération, ses ravisseurs exigent la libération de 23 prisonniers politiques, 500 000 $ en or, la diffusion et la publication du manifeste du FLQ, la publication des noms des informateurs de la police pour les activités terroristes, un avion pour prendre les ravisseurs vers Cuba ou l'Algérie, la cessation de toutes activités de recherche par la police, le réemploi de 400 ex-employés de l'entreprise Lapalme par Postes Canada à la suite de leur mise à pied. James Richard Cross est séquestré pendant 59 jours. Il est libéré le 3 décembre en échange d’un sauf-conduit vers Cuba pour ses ravisseurs.
James Richard Cross a confié au cinéaste Carl Leblanc que les 59 jours de séquestration vécus aux mains des felquistes n'avaient pas été sa première expérience traumatique en tant que représentant de l'État britannique, puisqu'il avait déjà été utilisé par les services secrets britanniques (le MI5, à l'époque) pour essayer d'« appâter » un agent soviétique. La fille de James Richard Cross, Susan Cross, a acquis une certaine notoriété quand le magazine Maclean's a écrit qu'elle avait eu une relation avec le felquiste Jacques Lanctôt, de la Cellule Libération. Pierre Vallières mentionne qu'elle aurait également fréquenté Paul Rose, de la cellule Chénier, d'après les journaux de l'époque, et qu'elle aurait participé à l'édification de la Maison du pêcheur de Percé, avec Paul Rose.

## Fiction
Son alter ego romanesque porte le nom de Janet Travers dans la Constellation du Lynx de Louis Hamelin.